# Günter Stephan (Gewerkschafter)
Günter Stephan (* 3. März 1922 in Köln; † 11. April 2012) war ein deutscher Gewerkschafter und von 1962 bis 1982 Mitglied im DGB-Bundesvorstand.

## Leben
Günter Stephan besuchte die Volksschule in Langenlonsheim und Diez an der Lahn. Anschließend wurde er zum Buchhändler ausgebildet. Nach dem Abschluss 1941 wurde er zum Reichsarbeitsdienst eingezogen und diente im Zweiten Weltkrieg bei der Luftwaffe. Er geriet in Kriegsgefangenschaft.
Nach dem Krieg arbeitete er als Behördenangestellter in Neuwied und wurde 1947 Mitglied im DGB und der Gewerkschaft Öffentliche Dienste, Transport und Verkehr. Er trat später in die Gewerkschaft Handel, Banken und Versicherungen (HBV) ein, in dem er mehrere Funktionen hatte, unter anderem Sekretär in Koblenz, Kreisausschussmitglied in Neuwied, Jugendleiter und Landesbezirksvorstandsmitglied Rheinland-Pfalz. Für den DGB war er Bezirkssekretär in Neuwied und saß er im Landesangestelltenausschuss. Von 1958 bis 1961 war er DGB-Ortsausschussvorsitzender in Essen. Auf Gewerkschaftstag der HBV 1961 wurde er zum 2. Vorsitzenden gewählt. 1962 wurde er in den Bundesvorstand des DGB gewählt, dem er bis 1982 angehörte. Dort war er zuständig für die Angestelltenarbeit. Seit 1978 war er Präsident der gewerkschaftlichen Weltorganisation „Bund der Privatangestellten“ (FIET). Er gehörte außerdem von 1970 bis 1982 dem Aufsichtsratsgremium des ZDF am und trug maßgeblichen Anteil am Aufbau des Öffentlich-rechtlichen Rundfunksystems.
1967, zu Beginn der griechischen Militärdiktatur, war er maßgeblich an der Rettung eines Journalisten und DGB-Mitglieds beteiligt. Gegen die Errichtung der Diktatur protestierte er, indem er den Kommandeur des Königlichen Phoenix-Ordens, „einen hohen Orden, den der König von Griechenland ihm für seine Verdienste um die griechischen Arbeitnehmer in der Bundesrepublik verliehen hatte“, mit einer scharfen Begründung zurückschickte.
1982 ging Stephan in den Ruhestand. Stephan lebte zuletzt in Kaarst.

## Veröffentlichungen
- Günter Stephan:  Angesteltenbewußtsein – Ergebnisse einer Untersuchung des DGB, DGB-Bundesvorstand, Düsseldorf 1977

## Ehrungen
- 1979: Verdienstkreuz 1. Klasse des Verdienstordens der Bundesrepublik Deutschland
- 24. März 1982: Großes Verdienstkreuz des Verdienstordens der Bundesrepublik Deutschland
- 23. November 1992: Verdienstorden des Landes Nordrhein-Westfalen[8]